# Даль, Йон Кристиан
Йон Кристиан Даль (норв. John Kristian Dahl; род. 27 марта 1981, Киркенес, Финнмарк) — норвежский лыжник, победитель этапа Кубка мира. Специализируется в спринтерских гонках. 
В Кубке мира Даль дебютировал в 2001 году, в декабре 2009 года одержал свою первую, и пока единственную победу на этапе Кубка мира, в спринте. Кроме этого на сегодняшний день имеет на своём счету 12 попаданий в тройку лучших на этапах Кубка мира, 8 в личных соревнованиях и 4 в командных. Лучшим достижением Даля в общем итоговом зачёте Кубка мира является 16-е место в сезоне 2008-09.
За свою карьеру принимал участие в одном чемпионатах мира, на мировом первенстве 2009 года был 15-м в спринте свободным ходом.
Использует лыжи и ботинки производства фирмы Madshus.